# 1957-es Formula–1 brit nagydíj
Az 1957-es Formula–1-es világbajnokság ötödik futama a brit nagydíj volt.

## Futam
Miután a francia nagydíjat kihagyták, a Vanwall versenyzői ismét jelen voltak Aintree-ben, a brit nagydíjon, ahol Moss az első, Behra a második, Brooks a harmadik helyről indult. Fangio a negyedik helyre kvalifikálta magát. A rajtnál Behra állt az élre, de a hazai közönség örömére az első kör végén már Moss vezetett. Brooks harmadik volt ekkor Hawthorn és Collins előtt. Moss képes volt némi előnyt kiépíteni, de motorprobléma miatt kiállt a boxba. Behra vette át a vezetést Brooks előtt, de kihívták a boxba, hogy adja át autóját Mossnak. A brit csak a kilencedik helyre állt vissza, de elkezdett felzárkózni a mezőnyben. Behra maradt az élen, míg Hawthorn képtelen volt üldözni a franciát, utánuk következett a harmadik Vanwallban Lewis-Evans és Collins. Moss hamar felért az ötödik helyre. Fangio és Collins mechanikai hiba miatt esett ki. Moss Lewis-Evans mögé, majd a 69. körben az egész verseny megváltozott, amikor Behra kuplungja felrobbant, majd Hawthorn ennek a maradványaira hajtva defektet kapott. Ezután Evans vezetett, de Moss megelőzte. Evans később technikai hiba miatt kiesett, de a Vanwall így is megszerezte első győzelmét Mossnak és Brooksnak köszönhetően, akik egyenlően (4-4) osztoztak a győzelemért járó 8 ponton. Ez volt az első verseny, amelyet brit csapat, angol versenyzővel a brit nagydíjon nyert meg. Musso második, Hawthorn harmadik lett.
| Helyezés | #  | Versenyző                         | Csapat/Motor   | Futott körök | Idő/Kiesés oka   | Rajthely | Pontszám |
| -------- | -- | --------------------------------- | -------------- | ------------ | ---------------- | -------- | -------- |
| 1        | 20 | Tony Brooks Stirling Moss         | Vanwall        | 90           | 3:06'37,8        | 3        | 4 5      |
| 2        | 14 | Luigi Musso                       | Ferrari        | 90           | +25,6            | 10       | 6        |
| 3        | 10 | Mike Hawthorn                     | Ferrari        | 90           | +42,8            | 5        | 4        |
| 4        | 16 | Maurice Trintignant Peter Collins | Ferrari        | 88           | +2 kör           | 9        | 3        |
| 5        | 36 | Roy Salvadori                     | Cooper-Climax  | 85           | +5 kör           | 15       | 2        |
| 6        | 38 | Bob Gerard                        | Cooper-Bristol | 82           | +8 kör           | 18       |          |
| 7        | 22 | Stuart Lewis-Evans                | Vanwall        | 82           | +8 kör           | 6        |          |
| 8        | 32 | Ivor Bueb                         | Maserati       | 71           | +19 kör          | 19       |          |
| Ki       | 34 | Jack Brabham                      | Cooper-Climax  | 74           | Kuplung          | 13       |          |
| Ki       | 4  | Jean Behra                        | Maserati       | 69           | Kuplung          | 2        |          |
| Ki       | 12 | Peter Collins                     | Ferrari        | 53           | Vízszivárgás     | 8        |          |
| Ki       | 18 | Stirling Moss Tony Brooks         | Vanwall        | 51           | Motor            | 1        |          |
| Ki       | 2  | Juan Manuel Fangio                | Maserati       | 49           | Motor            | 4        |          |
| Ki       | 24 | Jack Fairman                      | BRM            | 46           | Motor            | 16       |          |
| Ki       | 26 | Les Leston                        | BRM            | 44           | Motor            | 12       |          |
| Ki       | 6  | Harry Schell                      | Maserati       | 39           | Vízpumpa         | 7        |          |
| Ki       | 8  | Carlos Menditéguy                 | Maserati       | 35           | Váltó/erőátvitel | 11       |          |
| Ki       | 28 | Jo Bonnier                        | Maserati       | 18           | Sebességváltó    | 17       |          |
| NI       | 30 | Horace Gould                      | Maserati       |              | Baleset          | 14       |          |

## Statisztikák
Stirling Moss 4. győzelme, 4. pole-pozíciója, 8. leggyorsabb kör, 2. mesterhármasa.
- Vanwall 1. győzelme

Vezető helyen:
- Stirling Moss: 43 kör (1-22 / 70-90)
- Jean Behra: 47 kör (23-69)